# オールド・タイム・レイディ
| 専門評論家によるレビュー | 専門評論家によるレビュー |
| レビュー・スコア         | レビュー・スコア         |
| 出典                     | 評価                     |
| ------------------------ | ------------------------ |
| Allmusic                 | [ 1 ]                    |
| Robert Christgau         | B+                       |
| Rolling Stone            | (very positive)          |

『オールド・タイム・レイディ』（Maria Muldaur) は、1973年に発表されたマリア・マルダーのソロ・デビュー作となるスタジオ・アルバム。英語原題はセルフタイトルの『Maria Muldaur』であり、日本語題は、 独自につけられたものである。
マルダーにとって最大のヒット曲でBillboard Hot 100 の６位まで上昇した「真夜中のオアシス (Midnight at the Oasis)」や、『ビルボード』誌のアダルト・コンテンポラリー・チャートで7位まで上昇した「スリー・ダラー・ビル」などが収録されている。このアルバムは、Billboard 200 で最高3位に達し、1974年5月13日にアメリカレコード協会 (RIAA) からゴールドディスクに認定された。
このアルバムは、好意的な評価を得たが、中には特に絶賛する評もあった。1973年10月、『ローリング・ストーン』誌の評者ジョン・ランドーは、このアルバムについて、この年の「最高の半ダース (6枚) に入る1枚 (one of the half-dozen best)」だと評し「昔、僕がロックンロールに恋をした理由を思い起こさせてくれる輝かしい突破口のようなもの (the kind of glorious breakthrough that reminds me why I fell in love with rock & roll)」だと記した。このアルバムには、カントリーやブルースの影響が、色濃く反映されている

## 収録曲

### A面
1. エニー・オールド・タイム "Any Old Time" (Jimmie Rodgers) – 3:45
2. 真夜中のオアシス "Midnight at the Oasis" (David Nichtern) – 3:49
3. マイ・テネシー・マウンテン・ホーム "My Tennessee Mountain Home" (Dolly Parton) – 3:32
4. ラヴ・ソングは歌わない "I Never Did Sing You a Love Song" (Nichtern) – 2:49
5. ザ・ワーク・ソング "The Work Song" (Kate McGarrigle) – 4:04

### B面
1. ドント・ユー・フィール・マイ・レッグ "Don't You Feel My Leg (Don't You Get Me High)" (Blue Lu Barker, Danny Barker, J. Mayo Williams) – 2:48
2. ウォーキン・ワン＆オンリー "Walkin' One and Only" (Dan Hicks) – 2:47
3. ロング・ハード・クライム "Long Hard Climb" (Ron Davies) – 3:03
4. スリー・ダラー・ビル "Three Dollar Bill" (Mac Rebennack) – 3:58
5. ヴォードヴィル・マン "Vaudeville Man" (Wendy Waldman) – 2:41
6. マッド・マッド・ミー "Mad Mad Me" (Wendy Waldman) – 3:13